# 턱전갱이

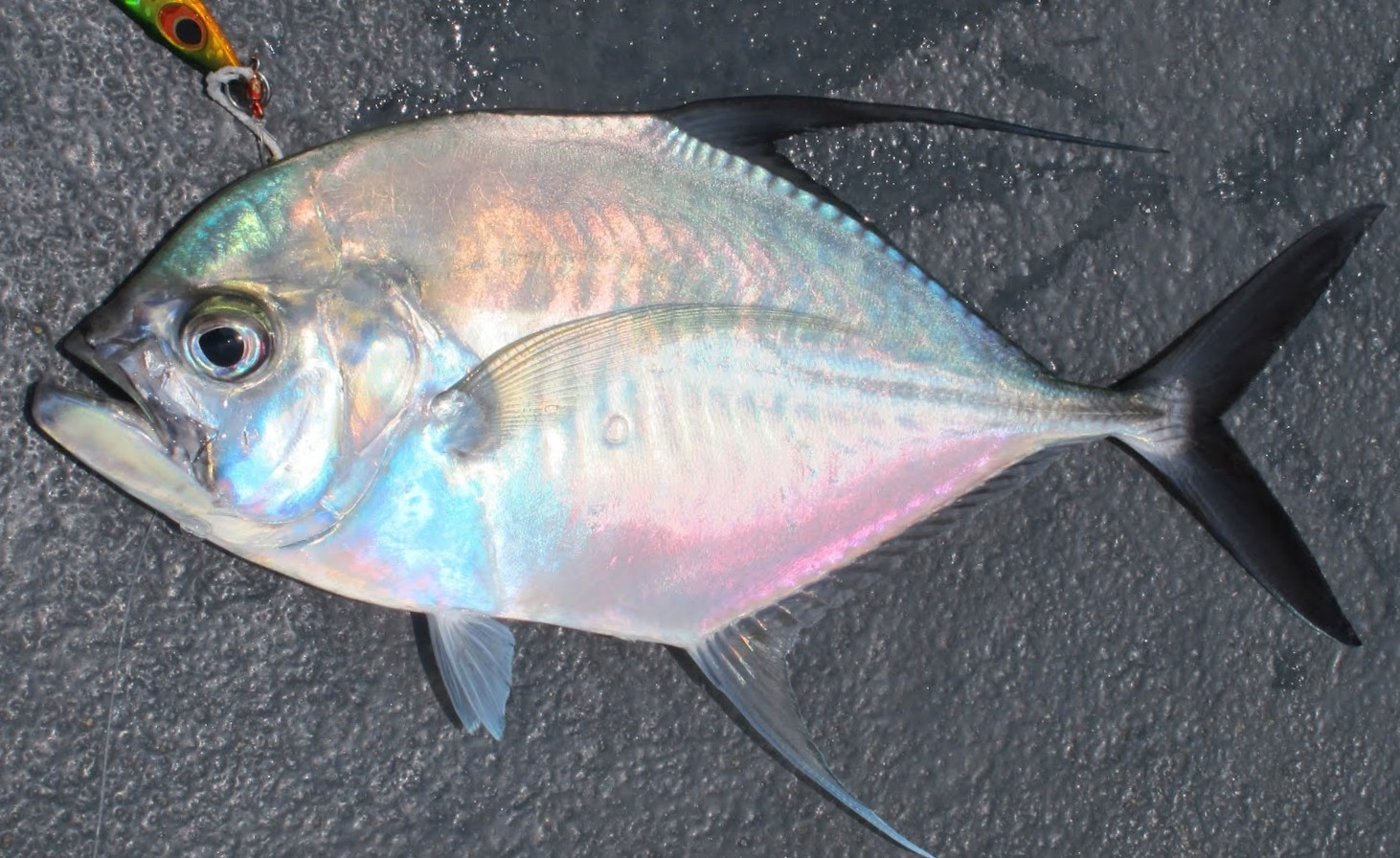

턱전갱이(학명:Ulua mentlis)는 전갱이목 전갱이과에 속하는 물고기이다. 몸길이는 60cm로 중형어류에 속하지만 최대로 크게 자라면 1m를 상회하는 중대형어류에 속한다.

## 특징과 먹이
턱전갱이는 전체적으로 은색의 아름다운 몸을 가지고 있으며 몸의 높이는 높고 옆으로 직사각형의 납작한 모습을 하고 있다. 빛을 받으면 은빛의 몸에서 분홍색의 빛과 청록색의 빛이 함께 나고 옆줄이 매우 잘 발달되어 있다. 또한 지느러미는 대체로 회색이지만 꼬리지느러미는 검은색을 띄며 양턱에는 날카로운 이빨들이 줄지어 나 있다. 항문지느러미에는 2개의 분리된 척추가 있으며 17~18개의 부드러운 광선을 가지고 있다. 먹이로는 멸치, 청어, 정어리와 같은 작은물고기들과 오징어와 같은 두족류, 갑각류를 주로 잡아먹는 육식성물고기에 속한다.

## 서식지와 어획
턱전갱이의 주요한 서식지는 서부 태평양과 인도양으로 홍해와 페르시아만까지 광범위하게 서식한다. 일본 남부에서 시작해 동아프리카 일대까지 널리 서식하며 수심 10~120m의 열대의 연안에 주로 서식한다. 턱전갱이는 식용으로도 사용이 되는 어종인데 식용으로는 회, 무침, 전골, 구이로 가장 많이 먹는다. 다만 턱전갱이는 이빨이 날카로운 어종인만큼 살아있는 개체를 다룰 때는 반드시 주의가 요구된다.

## 같이 보기
- 전갱이목
- 전갱이과